# Roxey Ann Caplin

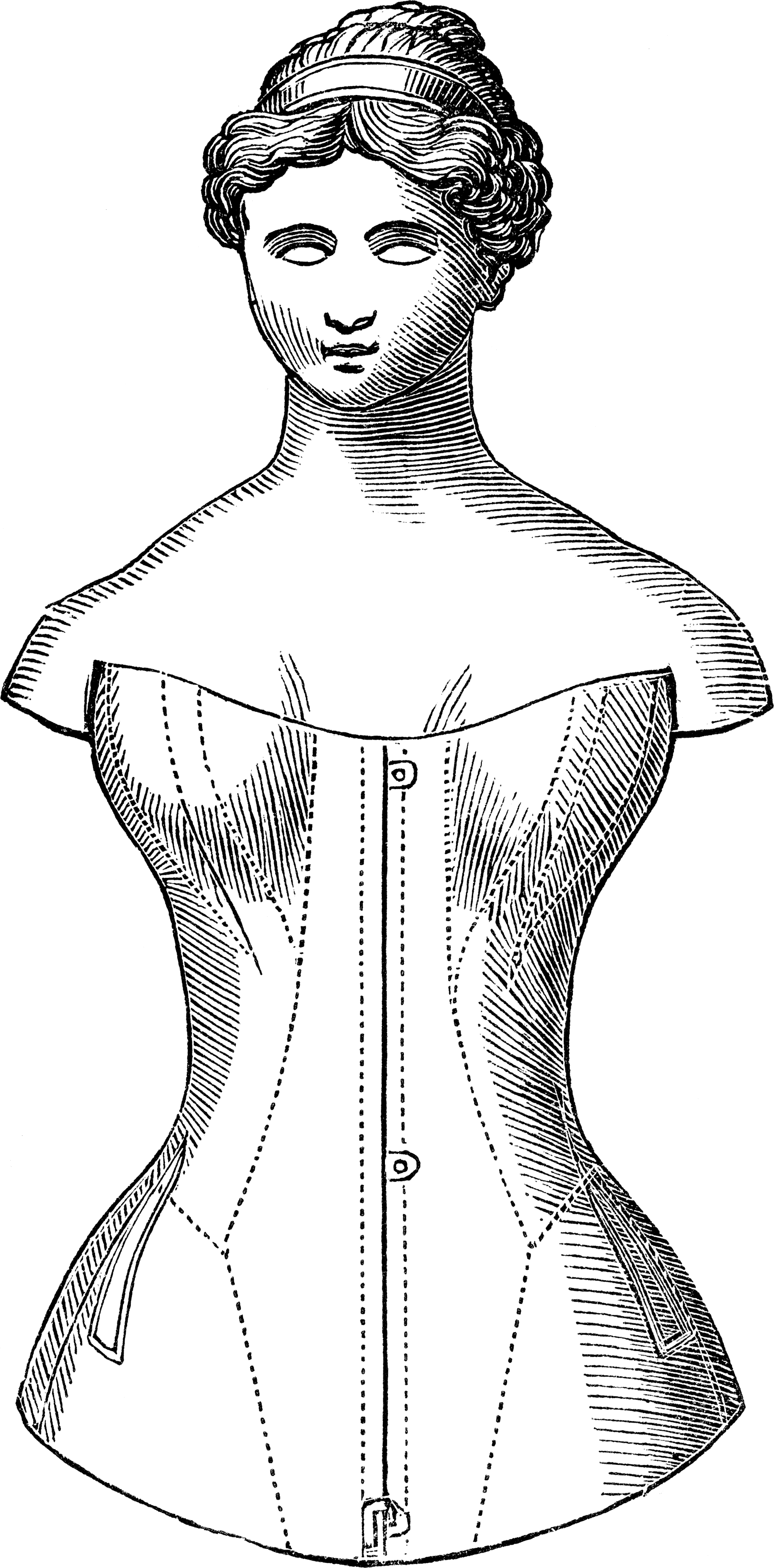
Un corsé inventado por Roxey Ann Caplin.

Roxey Ann Caplin (1793 - 2 de agosto de 1888) fue una escritora e inventora británica.

## Biografía
Nació en 1793 en Canadá. Alrededor de 1835, se casó con Jean Francois Isidore Caplin (c.1790-c.1872).
Desde 1839, Caplin se dedicaba a fabricar corsés en el 58 de Berners Street, Londres.
En la Gran Exposición de 1851, recibió la medalla de "Fabricante, diseñadora e inventora" por sus diseños de corsetería. Los corsés de la Gran Exposición de 1851 se encuentran en el Museo de Londres.
En 1860, se convirtió en miembro de la Royal Society for the Encouragement of Arts, Manufactures & Commerce (RSA). Para 1864, había presentado ya 24 solicitudes de patentes.
Murió el 2 de agosto de 1888 en Cambridge Lodge, St Leonard's East Sheen en Surrey. Sus efectos personales fueron valorados en 6.452 £, un patrimonio considerable para una comerciante en este período.

## Madame Caplin
How shall the poet, in a single lay,

the glory of her age and time portray?

Suffice if for the wondering world to mark

She took from all beside the medal in Hyde Park;

The only prize that was for corsets given

to any manufacturer under heaven.

Lo! the dazzling splendours of her fame advance

O'er 'All England' and the whole of France

She, the beloved, who now fills Brunswick's throne

Deals with Madame Caplin – her alone;

Why need I paint the heroine of my lays,

Or tell the land where passed her virgin days;

'Twas Canada!'-above all colonies renowned—

that heard my heroine's praises first resound,

You'll an incarnation of the graces meet

at No. 58 in Berners Street.

Science and pure benevolence combined,

A deity in human form enshrined;

Gracious demeanour, and courtly mien,

Learning and worth are thine, great Native queen.

## Obra seleccionada
- Health and Beauty: or, Woman and Her Clothing, Considered in Relation to the Physiological Laws of the Human Body (Salud y Belleza: o Mujer y su Vestimenta, Consideradas en Relación con las Leyes Fisiológicas del Cuerpo Humano) (1850);
- Health and Beauty (Salud y Belleza) - versión 1854.
- Health and Beauty (Salud y Belleza)  - versión 1856
- Health and Beauty (Salud y Belleza)  - versión 1864.
- Woman and Her Wants; Four Lectures To Ladies (Mujer y sus deseos; Cuatro conferencias para damas) (1860);[4]
- Women in the Reign of the Queen Victoria (Mujeres en el reinado de la reina Victoria) (1876) con J. Mill.